# Chiesa di San Martino Vescovo (Livraga)
La chiesa di San Martino Vescovo è la parrocchiale di Livraga, in provincia e diocesi di Lodi; fa parte del vicariato di Casalpusterlengo.

## Storia
La prima citazione di un luogo di culto a Livraga dedicato a san Martino risale al 1174 ed è da ricercare in un elenco dei redditi e dei possessi del vescovo Alberico del Corno; quasi un secolo dopo, nel 1261, è nominato tra le chiese filiali della pieve di San Giovanni Battista di Orio Litta.
Intorno alla metà del XVI secolo la chiesa venne riedificata: si trattava di una struttura composta da un'unica navata.
Nella Descriptio del 1619 si legge che a servizio della cura d'anime vi era il solo rettore, che la parrocchiale, compresa nel vicariato di San Colombano al Lambro e sede delle confraternite del Santissimo Sacramento, della Dottrina Cristiana, del Rosario e del Nome di Dio, aveva come filiali gli oratori di San Bassiano, di San Giorgio e di San Lazzaro e che il numero dei fedeli era pari a 1647; questi ultimi, scesi a 1600 nell'anno 1690, risultavano invece saliti a 2548 in occasione del censimento condotto tra il 1779 e il 1780.
Già entro il 1796 venne preso in considerazione di ampliare la chiesa, ma questo proposta, nonostante nel 1811 avesse ottenuto pure l'appoggio del prefetto del dipartimento dell'Alto Po, fu messa in pratica appena tra il 1825 e il 1826, allorché si procedette al rifacimento a tre navate dell'edificio.
Nel 1899 la parrocchiale fu interessata da un nuovo ingrandimento, in occasione del quale vennero costruiti il presbiterio e l'abside.
Il nuovo pavimento della chiesa venne posato nel 1930 e nel 1951 il campanile fu rimaneggiato su prog di Ugo Zanchetta, mentre nel 1955 si provvide all'aggiunta della cappella di Maria Santissima Bambina e al restauro della sagrestia.
Nel 1979 la parrocchiale venne decorata e nel 1995 il tetto fu oggetto di un intervento di ripristino.

## Descrizione

### Esterno
La facciata a salienti della chiesa, rivolta a sudest, si compone di tre corpi, scanditi da lesene: quello centrale presente il portale d'ingresso, sormontato da un frontoncino semicircolare, due finestre e una statue, mentre le due ali laterali sono caratterizzate da una finestra ciascuna.
Annesso alla parrocchiale è il campanile in mattoni a base quadrata, la cui cella presenta su ogni lato una monofora a tutto sesto protetta da balaustra ed è coronata dalla copertura in rame poggiante sul tamburo circolare.

### Interno
L'interno dell'edificio si compone di tre navate, separate da pilastri sorreggenti degli archi a tutto sesto e abbelliti da lesene sopra le quali corre la trabeazione modanata e aggettante su cui si impostano le volte a crociera abbellite da costolonature; al termine dell'aula si sviluppa il presbiterio, rialzato di alcuni gradini, ospitante l'altare maggiore e chiuso dall'abside di forma semicircolare.